# João Teixeira Pinto
João Teixeira da Rocha Pinto GOTE (Moçamedes, 22 de març de 1876 - † Ngomano, 25 de novembre de 1917) va ser un oficial portuguès que va servir a les colònies portugueses d'Àfrica. Tenia el malnom de Capitão Diabo (del portuguès, Capità Diable).

## Família
Era fill de João Teixeira Pinto i de Maria Amélia. El seu pare, conegut també com a Kurika (del Kwanyama, el lleó) pel seu coratge, va comprar uns terrenys a l'Àfrica Occidental Portuguesa (actualment Angola).

## Vida
Pinto va servir com a oficial en diverses colònies portugueses africanes:
- Àfrica Occidental Portuguesa (actualment Angola) entre 1902 i 1911.
- Guinea Portuguesa (actualment Guinea Bissau), entre 1912 i 1916, on es va veure involucrat en un paper decisiu en la pacificació de la regió d'Oio.
- Africa Oriental Portuguesa, el 1917, al comandament de la guarnició de Ngomano, destinada a la defensa davant la força colonial alemanya d'Àfrica Oriental Alemanya.

El 25 de novembre de 1917, Paul Emil von Lettow-Vorbeck va atacar Ngomano amb els seus soldats. Pinto va morir en combat durant la batalla, així com els altres comandants de la guarnició. Els portuguesos van patir una dura derrota.

## Escut d'armes de Vila Pinto Teixeira
Pinto era un cavaller de l'Ordem Militar da Torre e Espada do Valor, Lealdade e Mérito (GOTE) (del portuguès, Orde militar de la Torre i l'Espasa del Valor. Lleitaltat i Mérit).
En honor seu, un poble de la Guinea Portuguesa es va anomenar Vila Teixeira Pinto (actualment Canchungo).